# Apátka
Apátka (szlovákul: Opátka, korábban Opátské) község Szlovákiában, a Kassai kerület Kassa-környéki járásában. Szepesapátka tartozik hozzá.

## Fekvése
Kassától 25 km-re északnyugatra, a Rumanová-patak völgyében fekszik.

## Története
Apátka az egykori Kassahámor faluval együtt a kincstár birtokán keletkezett a 18. században. A Rumanová-patak határt képzett az egykori Abaúj-Torna és Szepes vármegyék között. Apátka a patak abaúj-tornai oldalán, míg Szepesapátka a patak szepesi oldalán feküdt, ezért a két településrész egykor két vármegyéhez tartozott.
A 18. század elejétől a faluban rézolvasztó huta üzemelt és 1767-ig a bányászati hivatal székhelye is volt. 1828-ban 52 házában 403 lakos élt. Lakói főként bányászok, erdei munkások, szénégetők voltak, akik később részben elvándoroltak, mivel a rézérc termelése és feldolgozása a 19. század végére visszaesett.
Fényes Elek 1851-ben kiadott geográfiai szótárában így ír a faluról: „Opáka, tót-német falu, Abauj vmegyében, Szepes vmegye szélén: 466 kath. lak. Kath. paroch. templom. Több bányászati épületek, s nevezetes bányászat. Rézolvasztó hámor. Nagy fenyves erdő. F. u. a kamara. Ut. p. Jászó-Ujfalu.”
Borovszky Samu monográfiasorozatának Abaúj-Torna vármegyét tárgyaló része szerint: „Aranyidka fölött Szepes vármegye határán fekszik Opáka község, 40 házzal és 212 tót ajku lakossal. Postája Kassa-Hámor. A község lakosai bányászok. Kocsin csak Hámoron át, Szepesmegyén keresztül közelithető meg.”
A trianoni diktátumig Abaúj-Torna vármegye Kassai járásához tartozott.
A mai község 1945-ben Apátka (Moldavská Opátka) és Szepesapátka (Spišská Opátka) egyesítésével keletkezett.

## Népessége
| Év:            | 1994. | 2004.   | 2014.   | 2024.    |
| -------------- | ----- | ------- | ------- | -------- |
| Emberek száma: | 91    | 83      | 90      | 110      |
| Eltérés:       |       | -8,79 % | +8,43 % | +22,22 % |

| Év:            | 2023. | 2024.   |
| -------------- | ----- | ------- |
| Emberek száma: | 110   | 110     |
| Eltérés:       |       | -1,42 % |

1910-ben 117, túlnyomórészt szlovák anyanyelvű lakosa volt.
2001-ben 82 szlovák lakosa volt.
2011-ben 94 lakosából 90 szlovák volt.

## Nevezetességei
- Római katolikus temploma 1784-ben épült barokk-klasszicista stílusban. Kassabéla filiája.
- Az egykori rézolvasztó hámor 1770 körül épült, késő barokk stílusban.